# Philippe Marie Victor Jacobs
Philippe Marie Victor Jacobs, né à Anvers le 18 janvier 1838, décédé à Saint-Gilles (Bruxelles) le 20 décembre 1891, est un homme politique belge et ministre du parti catholique.

## Biographie
Fils de Pierre Louis Martin Jacobs, bâtonnier de l'Ordre des avocats d'Anvers et ancien membre du Congrès national, et de Marie-Anne Van Merlen (nièce du général Jean Baptiste Van Merlen). Par sa grand-mère maternelle Marie Anne Zaepffel, il est un lointain cousin de l'évêque de Liège, Jean-Évangéliste Zaepffel.
Il fit ses humanités en France, au Collège des oratoriens de Juilly, d'abord, puis, au Collège de l'Immaculée Conception de Vaugirard. 
Rentré en Belgique, il fit son droit à l'Université libre de Bruxelles et son stage d'avocat à Anvers. 
Il n'avait que vingt-cinq ans quand il fut porté par le parti conservateur anversois sur la liste de ses candidats aux élections législatives de juin 1863. Élu membre de la Chambre des représentants le 9 juin 1863, il fut constamment réélu par la suite, le 11 août 1864, le 9 juin 1868, le 2 août 1870, le 11 juin 1872, le 13 juin 1876, le 10 juin 1884 et le 12 juin 1888. 
Il exerça les fonctions de ministre des Travaux publics dès le 2 juillet 1870 et celles de ministre des Finances dès le 3 août suivant dans le gouvernement d'Anethan. 
Il exerça celles de ministre de l'Intérieur et de l'Instruction publique dans le gouvernement Malou de 1884, mais en présence de l'agitation qui se manifestait dans le pays, le chef de l'État soucieux d'apaisement déchargea Malou du soin de la chose publique et la confia à Auguste Beernaert. Jacobs se retira en même temps que Charles Woeste, et avec la même abnégation que lui. À vrai dire Jacobs, fidèle aux idées du Meeting anversois dont il était l'élu, ne pouvait s'accorder en matière militaire avec le roi Léopold II, mais cela ne l'empêchait aucunement d'admirer sans réserves ses accomplissements africains. C'est ainsi qu'il fut proposé par le roi aux fonctions d'administrateur du Fonds de garantie de l'Emprunt à lots de l'État Indépendant du Congo.
Orateur inégalable aussi bien par la sincérité, le bon sens et le dynamisme de ce qu'il avançait que par la forme que revêtait l'expression de sa pensée et le charme pénétrant de sa voix et de sa diction, Jacobs fut de surcroît un essayiste des plus distingués. C'est ainsi qu'on lui doit une étude sur le Panthéisme (cfr. Revue de Belgique, Brux, 1860), une étude sur le Surnaturel (ib. 1861) d'autres sur les Servitudes légales [ib., 1862), sur la Révision du Code pénal dans ses rapports avec la liberté de la chaire (Brux., Goemaere, 1863), sur l'Escaut, son passé, son présent et son avenir (cfr. Revue générale, Brux. Devaux, 1866), sur la Propriété en commun d'après le Code civil (ib, , 1868), sur les Lois confessionnelles de la Prusse (ib., 1875, et Braine-le-Comte, Lelong, 1875), indépendamment de nombreux textes donnés à la Belgique, la Revue belge et étrangère, la Revue générale, le Journal d'Anvers et de ses interventions conservées dans les Annales et Documents parlementaires. 
Le roi Léopold II l'avait nommé ministre d'État le 23 mai 1888.
À la suite de son décès le 20 décembre 1891, des funérailles sont organisées à l'église paroissiale de Saint-Gilles avec les honneurs militaires de la garnison de Bruxelles et il est inhumé à Berchem.

## Sources
- J. J. Marthe Coosemans, JACOBS (Philippe Marie Victor), Académie royale des sciences d'outre-mer.
- Notices d'autorité :   - VIAF
  - ISNI
  - BnF (données)
  - IdRef
  - Belgique
  - Pays-Bas
  - Pologne
- Ressource relative à plusieurs domaines :   - ODIS